# 1571
Évszázadok: 15. század – 16. század – 17. század
Évtizedek: 1520-as évek – 1530-as évek – 1540-es évek – 1550-es évek – 1560-as évek – 1570-es évek – 1580-as évek – 1590-es évek – 1600-as évek – 1610-es évek – 1620-as évek
Évek: 1566 – 1567 – 1568 – 1569 –  1570 – 1571 – 1572 – 1573 – 1574 – 1575 – 1576

## Események

### Határozott dátumú események
- január 3. – Apja, II. Joachim brandenburgi választófejedelem halála után János György foglalja el a trónt.[1][2]
- január 26. – Fejérkövy István kerül a knini címzetes püspöki székbe.[3]
- március 18. – A máltai lovagrend átköltözik új fővárosukba, Vallettába.[4]
- április 4. – XV. Benedek pápa megalapítja az Index Kongregációt (Sacra Congregatio Indicis), amelynek feladata a tiltott könyvek jegyzékének frissítése, illetve a gyanús művek megtisztítása vagy betiltása.[5]
- május 25. – A gyulafehérvári országgyűlésen a rendek Báthory Istvánt választják erdélyi fejedelemnek.[6]
- október 7. – A lepantói csatában egy egyesült keresztény hajóhad megveri a török flottát.[7]

### Határozatlan dátumú események
- az év folyamán –
  - Ciprus az Oszmán Birodalom ellenőrzése alá került és ezzel kezdetét veszi a 300 éves oszmán uralom a szigeten.[8]
  - I. Devlet Giráj krími kán seregei eljutnak egészen Moszkváig és felgyújtják az orosz fővárost.[9]
  - A spanyolok elfoglalják Manilát, és a Fülöp-szigetek spanyol fővárosává teszik.[10]

## Születések
- június 17. – Thomas Mun angol közgazdász († 1641)
- szeptember 8. – Jagelló Borbála, II. Zsigmond Ágost lengyel királynak és litván nagyhercegnek Barbara Gizanka úrnővel folytatott házasságon kívüli viszonyából származó lánya († 1615)
- szeptember 29. – Caravaggio olasz festő († 1610)
- november 19. – Lackner Kristóf soproni polgármester, városbíró, jogtudós, ötvös, író († 1631)
- december 27. – Johannes Kepler német csillagász († 1630)

## Halálozások
- január 3. – II. Joachim brandenburgi választófejedelem (* 1505)
- február 13. – Benvenuto Cellini, olasz szobrász, ötvös, éremművész, emlékiratíró, a manierizmus ismert képviselője (* 1500)
- február 14. – Odet de Coligny, másképpen Châtillon bíboros, Gaspard de Coligny admirális fivére, Toulouse érseke, Beauvais püspöke, pair, később az hugenották egyik vezére (* 1517)
- március 10. – János Zsigmond magyar király és erdélyi fejedelem (* 1540)
- április 2. – Thury György végvári vitéz, várkapitány (* 1519)
- az év folyamán Csuty Gáspár végvári vitéz.